# Tour de Normandie 2010
Die 30. Tour de Normandie (seit Wiederaufnahme der Rundfahrt 1981) fand vom 22. bis 28. März 2010 statt. Das Radrennen wurde in einem Prolog, fünf Etappen und zwei Halbetappen über eine Distanz von 1033,8 Kilometern ausgetragen. Das Rennen war Teil der UCI Europe Tour 2010 und in die Kategorie 2.2 eingeordnet.

## Etappen
| Etappe     | Tag      | Start – Ziel                     | km        | Etappensieger       | Führender          |
| ---------- | -------- | -------------------------------- | --------- | ------------------- | ------------------ |
| Prolog     | 22. März | Mondeville – Mondeville          | 4,8 (EZF) | Jetse Bol           | Jetse Bol          |
| 1. Etappe  | 23. März | Colombelles – Forges les Eaux    | 198       | Adrien Petit        | Adrien Petit       |
| 2a. Etappe | 24. März | Forges les Eaux – Grand Couronne | 84        | Daniel Schorn       | Adrien Petit       |
| 2b. Etappe | 24. März | Grand-Couronne – Elbeuf          | 72        | Jimmy Casper        | Adrien Petit       |
| 3. Etappe  | 25. März | Elbeuf – Flers                   | 188       | Sven Vandousselaere | Jan Bárta          |
| 4. Etappe  | 26. März | Domfront – Avranches             | 171       | Alexander Mironow   | Ronan van Zandbeek |
| 5. Etappe  | 27. März | Ducey – Bagnoles-de-l’Orne       | 173       | Laurent Pichon      | Ronan van Zandbeek |
| 6. Etappe  | 28. März | Bagnoles-de-l’Orne – Caen        | 143       | Sven Jodts          | Ronan van Zandbeek |